# Fox Corporation
Die Fox Corporation (kurz Fox Corp. und inoffiziell New Fox) ist ein US-amerikanisches Medienunternehmen mit Sitz in New York City. Es wurde nach dem Teilkauf von 21st Century Fox (hervorgegangen aus der News Corporation) durch Disney aus dem verbleibenden Teil des Unternehmens gegründet und ging am 19. März 2019 an die Börse. Hauptaktionär ist die Murdoch-Familie, die 39 % der Wertpapiere des Unternehmens besitzt; CEO ist Lachlan Murdoch.
Das Unternehmen ist hauptsächlich mit TV-Sendern, Nachrichtensendungen und Sportübertragungen durch die verbleibenden Teile der 21st Century Fox, die nicht durch Disney erworben wurden, aktiv. Diese umfassen die Fox Broadcasting Company, die Fox Television Stations, Fox News, das Fox Business Network, Fox Sports und andere.

## Geschichte
Am 14. Dezember 2017 gab The Walt Disney Company ihre Absicht bekannt, die Abteilungen Film, Kabelunterhaltung und Satellitenübertragung von 21st Century Fox zu erwerben. Der Rest des Unternehmens würde ein sogenanntes New Fox bilden, das die Kontrolle über das Fernsehnetz mit Fernsehsendern wie den Fox News Channel sowie die nationalen Aktivitäten von Fox Sports und anderen Vermögenswerten beibehält. Die regionalen Sportnetzwerke von Fox sollten bei dem Verkauf an Disney gehen. Im Mai 2018 wurde bestätigt, dass Lachlan Murdoch anstelle von James Murdoch die Leitung der New Fox Company übernehmen würde.
Der Zusammenschluss stand einer kartellrechtlichen Prüfung gegenüber. Disney dürfte aufgrund einer amerikanischen Richtlinie nicht sowohl das ABC- als auch das Fox-Netzwerk besitzen, da diese Richtlinie Fusionen zwischen den führenden Rundfunknetzwerken verbietet. Das amerikanische Justizministerium ordnete außerdem an, dass die regionalen Sportnetzwerke von Fox innerhalb von 90 Tagen nach Kauf von Disney veräußert werden müssten, da Disney durch seinen 80-Prozent-Anteil an ESPN mit den zusätzlichen Fox-Netzwerken im Markt für Kabelsportarten zu dominant werden würde.
Mitte 2018 initiierte Comcast einen Bieterkrieg gegen die von Disney geplanten Käufe von Fox und Sky plc (ein Unternehmen, an dem 21st Century Fox beteiligt war und den Rest zu erwerben beabsichtigte). Im Juli 2018 stimmte Fox einer Erhöhung des Angebots von Disney auf 71,3 Milliarden US-Dollar zu, um das Gegenangebot von Comcast abzuwehren. Britische Aufsichtsbehörden ordneten an, dass eine Blind-Auktion für die Vermögenswerte von Sky durchgeführt wird, die von Comcast gewonnen wurde.
Am 10. Oktober 2018 wurde berichtet, dass in Vorbereitung auf den bevorstehenden Abschluss des Verkaufs die neue, nach dem Zusammenschluss durchgeführte Organisationsstruktur von "New Fox" bis zum 1. Januar 2019 umgesetzt werden würde. Am 14. November 2018 wurde bekannt, dass das neue unabhängige Unternehmen den ursprünglichen Fox-Namen beibehalten wird.
Am 12. März 2019 gab Disney bekannt, dass der Verkauf bis zum 20. März 2019 abgeschlossen sein wird. Am 19. März 2019 ging die Fox Corporation offiziell im S&P 500 an die Börse und ersetzte 21st Century Fox in dem Index.

## Unternehmensstruktur
Die Fox Corporation gliedert sich in folgende Bereiche:
- Fox Broadcasting Company
- Fox Television Stations Group
  - 28 stations
  - MyNetworkTV
  - Movies! (50 %)
- Fox News Group
  - Fox News Channel
  - Fox Business Network
  - Fox News Radio
  - Fox News Talk
  - Fox Nation
- Fox Sports Media Group
  - Fox Sports
  - FS1
  - FS2
  - Fox Deportes
  - Big Ten Network (51 %)
  - Fox Soccer Plus
  - Fox College Sports
  - Fox Sports Racing
  - Fox Sports Radio
  - Fox Sports Digital Media
  - Home Team Sports (HTS)
    - Fox Sports College Properties
    - Impression Sports & Entertainment